# Anthem (Hanson)
Anthem è il sesto album in studio del gruppo musicale statunitense Hanson, pubblicato il 18 giugno 2013.

## Tracce
1. Fired Up – 3:30
2. I've Got Soul – 2:56
3. You Can't Stop Us Now – 3:26
4. Get the Girl Back – 3:46
5. Juliet – 3:11
6. Already Home – 3:59
7. For Your Love – 3:17
8. Lost Without You – 4:11
9. Cut Right Through Me – 3:10
10. Scream and Be Free – 4:22
11. Tragic Symphony – 3:10
12. Tonight – 4:37
13. (Encore) Save Me from Myself – 3:56

## Formazione
- Taylor Hanson - voce, piano, tastiere
- Isaac Hanson - voce, chitarre, basso
- Zac Hanson - voce, batteria, percussioni